# SS Panzerbrigade Gross
De SS Panzerbrigade Gross was een Duitse Panzerbrigade van de Waffen-SS tijdens de Tweede Wereldoorlog. De brigade kwam in actie aan het Oostfront tussen augustus en november 1944. 

## Krijgsgeschiedenis

### Oprichting
SS Panzerbrigade Gross werd opgericht op 8 augustus 1944 in Koerland.

### Inzet

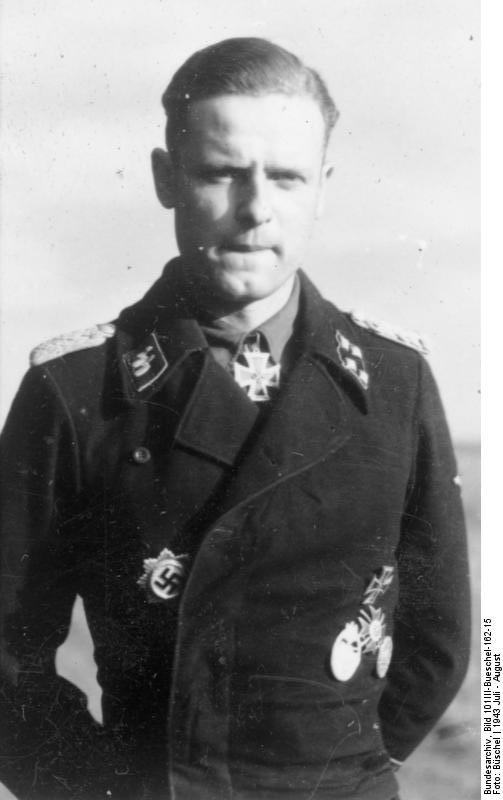
SS-Sturmbannführer Martin Gross, hier in juli 1943

Op 30 juli 1944 hadden Sovjet troepen de Golf van Riga bij Tukums bereikt. Het "SS-Panzer-Ausbildungs-und-Ersatz-Regiment" en de "SS-Panzer-Aufklärungs-Ausbildungs-Abteilungen 1 en 2" werden samengevoegd tot SS Panzerbrigade Gross. In drie dagen was de brigade gereed, maar daarvóór waren delen al in actie. Tukums kon nog niet terugveroverd worden. Op 15 augustus ontving de brigade versterkingen, in de vorm van een compagnie van 7 Tiger I's van de Schwere SS-Panzer-Abteilung 103. Op 19 augustus telde de eenheid ongeveer 2500 man. Op die dag werd de brigade, samen met Panzerbrigade 101, een onderdeel van het ad-hoc Panzerverband Strachwitz onder bevel van generaal-majoor Hyacinth Graf Strachwitz von Groß-Zauche und Camminetz. Hier werd deelgenomen aan Operatie Doppelkopf, dat opgezet was om de verbinding tussen de Heeresgruppe Nord en Heeresgruppe Mitte te herstellen. Vervolgens werd de brigade naar Estland verplaatst. Hier werd de brigade toegewezen aan het 1e Legerkorps bij het 16e Leger. Op 22 augustus was de sterkte van de brigade 720 man, 3 Panthers, 5 Panzer III & IV en 3 buitgemaakte T-34. Op 24 augustus verving Oberst von Lauchert General Strachwitz, waarna deze “divisie” vanaf dat moment Panzerverband Lauchert genoemd. De brigade vocht hier onder andere rond Tartu ten westen van het Peipusmeer. Op 12 september telde de brigade 8 Panzer III, 2 Panzer IV, 3 Panthers en 1 StuG III. Het beschikte niet langer over het SS-Infanterie-Bataljon 2. De brigade werd half september van Panzerverband Lauchert losgemaakt en ging terug naar Letland. Vanwege de constante gevechten daalde de sterkte tot 300 man, 2 StuG III, 1 T-34, 3 Panzer III en 2 Panzer IV op 20 september. Teruggedrongen naar Litouwen werd de brigade een deel van het 3e Pantserleger. Memel werd bereikt in oktober en op 16 november kreeg de brigade het bevel om zich terug te trekken vanwege de zware verliezen. Ze werd naar het Oefenterrein Sennelager gestuurd met nog 6 officieren en 165 onderofficieren en manschappen. 

### Einde
SS Panzerbrigade Gross werd in november 1944 opgeheven op Oefenterrein Sennelager. Het personeel werd gebruikt bij de heroprichting van de 1e, 2e, 9e en 12e SS-Panzerdivisies. Officieel werd de brigade pas in april 1945 uit de sterktelijsten afgevoerd.

### Slagorde
- SS-Panzer-Ausbildungs-und-Esatz-Regiment
- SS-Panzer-Aufklärungs-Ausbildungs-Abteilungen 1 and 2
- SS-Panzer-Abteilung Gross (2 compagnieën met 10-15 Panzer III and Panzer IV)
- 1. SS-Sturmgeschütz-Abteilung (12 StuG III)
- ondersteunende brigade-eenheden
- 1 compagnie van s.SS-Pz.Abt.103 (met 7 Tiger I’s later toegevoegd)

## Commandanten
| Rang            | Naam         | Begin           | Eind          |
| --------------- | ------------ | --------------- | ------------- |
| Sturmbannführer | Martin Gross | 8 augustus 1944 | november 1944 |